# John Vanderlyn
John Vanderlyn (ur. 18 października 1775 w Kingston, prowincji Nowy Jork, zm. 23 września 1852 w Kingston, w stanie Nowy Jork) – amerykański malarz neoklascystyczny

## Biografia
Vanderlyn urodził się w Kingston w stanie Nowy Jork i był wnukiem kolonialnego malarza portretów Pietera Vanderlyna.  Pracował u sprzedawcy grafik w Nowym Jorku, a jego pierwszym nauczycielem sztuki był Archibald Robinson (1765–1835), Szkot, który później był jednym z dyrektorów Amerykańskiej Akademii Sztuk Pięknych. Wyjechał do Filadelfii, gdzie spędził czas w pracowni Gilberta Stuarta i skopiował niektóre portrety Stuarta, w tym portret Aarona Burra , który umieścił go pod opieką Gilberta Stuarta jako ucznia.
Był protegowanym Aarona Burra , który w 1796 roku wysłał Vanderlyna do Paryża , gdzie studiował przez pięć lat. Wrócił do Stanów Zjednoczonych w 1801 roku i zamieszkał w domu Burra, wówczas wiceprezydenta, gdzie namalował znane portrety Burra i jego córki.  W 1802 roku namalował dwa widoki wodospadu Niagara , które zostały wygrawerowane i opublikowane w Londynie w 1804 roku.  Wrócił do Paryża w 1803 roku, odwiedzając również Anglię w 1805 roku, gdzie namalował Śmierć Jane McCrea dla Joela Barlowa.  Następnie Vanderlyn udał się do Rzymu , gdzie namalował swój obraz Mariusza pośród ruin Kartaginy , który został wystawiony w Paryżu, i otrzymał tam złoty medal Napoleona. Ten sukces spowodował, że pozostał w Paryżu przez siedem lat, podczas których bardzo prosperował. W 1812 roku pokazał nagą Ariadnę (rytm Duranda , obecnie w Pennsylvania Academy ), co zwiększyło jego sławę. Kiedy Aaron Burr uciekł do Paryża, Vanderlyn był przez pewien czas jego jedynym wsparciem.
Vanderlyn powrócił do Stanów Zjednoczonych w 1815 roku i namalował portrety różnych wybitnych ludzi, w tym Jamesa Monroe , Johna C. Calhouna , gubernatora Josepha C. Yatesa , gubernatora George'a Clintona , Jamesa Madisona , Roberta R. Livingstona (New York Historical Society), Andrew Jacksona i Zachary'ego Taylora.  W 1834 roku ukończył pośmiertny portret całej postaci George'a Washingtona dla Izby Reprezentantów USA, oparty na portrecie Lansdowne'a namalowanym przez Gilberta Stuarta w 1796 roku .
Wystawiał także panoramy i zbudował Rotundę w Nowym Jorku, w której prezentowano panoramy Paryża, Aten, Meksyku, Wersalu (własnoręcznie) oraz kilka dzieł batalistycznych; jednak ani portrety, ani panoramy nie przyniosły mu sukcesu finansowego, częściowo dlatego, że pracował bardzo powoli.
W 1825 roku Vanderlyn był jednym z założycieli Narodowej Akademii Projektowania i nauczał w jej szkole.
W 1842 roku, dzięki przyjacielskim wpływom, Kongres zlecił mu namalowanie obrazu Lądowanie Kolumba dla Rotundy Kapitolu Stanów Zjednoczonych.  Jadąc do Paryża, zatrudnił francuskiego artystę, który, jak się mówi, wykonał większość prac.  Obraz został wygrawerowany na pięciodolarowych banknotach Stanów Zjednoczonych.  Obraz ten został później odtworzony w rycinie wykorzystanej na kolumbijskiej 2c-owej emisjach pocztowych z 1893 roku.
Vanderlyn był pierwszym Amerykaninem, który studiował we Francji  zamiast w Anglii i zdobył umiejętność dokładnego kreślenia. Był bardziej akademicki niż jego koledzy; ale chociaż wiernie i umiejętnie wykonany, uważano, że jego praca była raczej pozbawiona uroku, zgodnie z Encyclopædia Britannica z 1911 r.  Jego Lądowanie Kolumba zostało określone przez Appleton's Cyclopedia jako „ledwie bardziej niż szanowane”. Zmarł w ubóstwie w Kingston, Nowy Jork, 23 września 1852 r. Został pochowany na cmentarzu Wiltwyck Rural w Kingston, Nowy Jork.